# Рославський Олександр Петрович
Олександр Петрович Рославский-Петровський (9 (21) квітня 1816, с. Слабин, тепер Чернігівського району Чернігівської області — 25 грудня (6 січня) 1871, Харків) — статистик, історик, ректор Харківського університету (1858–1862).

## Життєпис
Народився в купецькій сім'ї, рано втратив батька. Початкову освіту здобув удома — з ним займався один із студентів Чернігівської семінарії. З 1825 р. Рославський в Чернігові — спочатку у викладача гімназії Негаченка, а потім — у професора семінарії Осипа Яковича Самчевського.
У 1828 р. був прийнятий одразу до 4-ого класу гімназії вищих наук князя Безбородька в Ніжині (з 1832 р. — ліцей).
У 1834 р. вступив на словесне відділення історико-філологічного факультету Харківського університету. Після закінчення університету в 1837 р. отримав ступінь кандидата. За пропозицією декана факультета П. П. Гулак-Артемовського був залишений при університеті для читання курсу статистики.
У 1839 р. захистив дисертацію на здобуття ступеня магістра «Об истинном значении прагматической истории» і був призначений ад'юнктом в 1-е відділення Філософського факультету для викладання статистики. У 1841 р. викладання статистики у Харківському університеті було відокремлено від кафедри політичної економії, і Рославський був призначений виконуючим обов'язки екстраординарного професора статистики. У 1842—1843 рр. був секретарем факультету.
У 1842 р. склав звіт про стан Харківського університету для виголошення на урочистому акті.
З 1844 р. почав читати курс загальної історії. У 1845 р. захистив дисертацію на тему «Опыт сравнения успехов народонаселения в России и некоторых других европейских государствах» та отримав ступінь доктора історичних наук, політичної економії та статистики. З 1844 до 1852 р. викладав загальну історію також у Педагогічному інституті, що був структурним підрозділом університету.
У 1846 р. був обраний членом-співробітником Російського Географічного Товариства. В тому ж році був затверджений у званні екстраординарного професора, а через півроку — ординарного професора по кафедрі загальної історії. Читав курси зі статистики, політичної економії, з історії стародавнього світу та середніх віків. Крім того, продовжував викладання статистики, а протягом другого семестру 1849/1850 академічного року читав політичну економію.
У 1839—1854 рр. був секретарем, у 1844—1854 рр. — членом Комітету випробування для осіб-здобувачів звання домашніх вчителів.
У 1851—1852 рр. був цензором неофіційної частини газети «Харьковские губернские ведомости».
У 1853 р., 1857—1858 рр., 1866—1868 рр. був деканом Історико-філологічного факультету.
У 1854 р, займався збиранням статистичних даних для визначення користі проекту про устрій залізниці між Харковом і Феодосією, представленого уряду приватною компанією, У тому ж році склав записку для усунення сумнівів щодо користі буджівництва цієї дороги.
У зв’язку з від’їздом ректора К. К. Фойгта на лікування за кордон Рославський-Петровський з 12 червня по 13 листопада 1858 р. виконував обов’язки ректора університету. З 12 квітня 1859 р. по 6 вересня 1862 р. був ректором університету.
У 1862 р. обраний почесним членом Харківського університету, а також почесним членом Харківського губернського статистичного комітету.
Після відставки з посади ректора майже рік займався науковою роботою та працював над підручниками поза штатом, згодом вів спецкурс зі стародавньої історії з невисокою оплатою. Знаючи про важке матеріальне становище Рославського-Петровського, його друзі звернулися до керівництва Міністерства народної освіти з проханням надати йому роботу в столиці. У листі зазначалося, що у колишнього ректора немає інших коштів, окрім пенсії, а її не вистачить навіть на переїзд до Санкт-Петербургу. Оскільки відповіді на цей лист не було отримано, у квітні 1865 р. Вчена рада згодилась ще на 5 років залишити Рославського-Петровського на посаді професора по курсу стародавньої історії  та надати кошти на публікацію двох його праць. Наприкінці березня 1870 р. він чераз стан здоров'я відмовився від пропозиції історико-філологічного факультету залишитися на кафедрі на наступні 5 років, та попрохав продовжити термін перебування на посаді лише на 2 роки, щоб одержати звання заслуженого професора.
Рославський-Петровський помер у стінах університету 25 грудня 1871 р.
Вчений є автором близько 50 наукових праць, присвячених історії стародавнього світу (народів Сходу, Греції, Риму), проблемам статистики, народонаселення, торгівлі Росії, а також історії Харківського університету.
Нагороджений орденом Св. Анни ІІ ступеня, прикрашеним імператорською короною.

## Праці
- Очерк быта и правления древней Спарты. Соч. Ксенофонта, разобранное и представленное в связи с другими источниками кандидатом А. Рославским (1838)
- Решение вопроса: в чем состоит истинное значение прагматической истории и какова должна быть ее обработка?: Рассуждение, напис. канд. А. Рославский-Петровский, для получения степени магистра ист. наук. (1839)
- Лекции статистики, читанные в имп. Харьковском университете (1841)
- Руководство к статистике (1844)
- Опыт сравнения успехов народонаселения в России и в некоторых других европейских государствах (1845)
- Обозрение истории древнего мира: В 2-х вып. (1851,1852)
- Мысли об устройстве железной дороги из Харькова к Черному морю (1852)
- Введение в курс Истории Цивилизации (1865)

- Руководство к истории главных народов древнего востока и их цивилизаций (1865, 1868)
- Введение в курс истории главных народов древнего мира и цивилизаций (1870)
- Очерки древней Индии: Из лекций А. Рославского-Петровского (1871)